# Saurita nox
Saurita nox är en fjärilsart som beskrevs av Druce 1896. Saurita nox ingår i släktet Saurita och familjen björnspinnare. Inga underarter finns listade.